# Lesnická typologie
Lesnická typologie nebo také typologie lesů je ve skutečnosti oficiální lesnicko-typologický klasifikační systém ÚHÚL Brandýs Nad Labem zakotvený ve vyhlášce 298/2018 Sb. Tento systém klasifikace lesů (postavený na základě stanovištních podmínek – tedy ne na základě aktuálního stavu lesního zpravidla kulturního porostu dřevin) slouží v českém lesnictví především jako podklad pro hospodářskou úpravu lesů, pro oceňování lesů, pro pěstování lesů apod. Je určitou obdobou v zemědělství používaných jednotek BPEJ.